# Ma Cunjun
Ma Cunjun (26 de mayo de 1986) es un luchador chino de lucha libre. Compitió en Campeonato Mundial de 2013 consiguiendo un 28.º puesto. Ganó una medalla de bronce en Campeonato Asiático de 2016. 